# Jonas Oppøyen
Jonas Ruud Oppøyen (født 20. januar 1991 i Oslo) er en norsk ishockeyspiller. Han spiller løber for  Vålerenga. Moderklubben er Jutul IL, men Oppøyen har spillet hele sin elitekarriere spillet i Vålerenga og har pr. 22. november 2020 spillet 453 A-kampe for klubben og er dermed en Vålerenga-dreng. Men har syv officielle kampe for Norges herrelandshold i ishockey og et par juniorkampe for Norge. 